# Ellipteroides fieldi
Ellipteroides fieldi är en tvåvingeart som först beskrevs av Alexander 1966.  Ellipteroides fieldi ingår i släktet Ellipteroides och familjen småharkrankar.
Artens utbredningsområde är Honduras. Inga underarter finns listade i Catalogue of Life.